# ملبایستراند
ملبایستراند (به سوئدی: Mellbystrand) یک سکونتگاه مسکونی در سوئد است که در Laholm Municipality واقع شده‌است.

## خصوصیات
ملبایستراند ۲٫۷۱ کیلومترمربع مساحت و ۱٬۶۱۹ نفر جمعیت دارد.